# Autouzupełnianie
Autouzupełnianie (ang. autocomplete) lub uzupełnianie wyrazów (ang. word completion) – dynamiczne uzupełnianie często wykorzystywanych wyrazów lub całych fraz w trakcie ich wpisywania przez użytkownika w celu przyspieszenia szybkości wprowadzania tekstu. Autouzupełnianie, bazując na predykcji, umożliwia podpowiadanie użytkownikowi wyrazu lub frazy, którą ten ma zamiar wpisać, bez faktycznego wpisywania jej w całości.
Autouzupełnianie jest funkcją oferowaną przez wiele przeglądarek internetowych, klientów poczty elektronicznej, interfejsów wyszukiwarek internetowych, edytorów kodu źródłowego (także w niektórych edytorach tekstu) oraz w powłoce systemowej.
Funkcja autouzupełniania jest skuteczna, kiedy wyraz jest łatwy do przewidzenia na podstawie słów wpisanych wcześniej, na przykład, gdy istnieje ograniczona liczba pasujących lub powszechnie używanych słów (jak w przypadku klientów poczty elektronicznej, przeglądarek internetowych lub powłoce systemowej) lub podczas edycji tekstu napisanego w wysoce uporządkowanym, łatwym do przewidzenia języku (jak w edytorów kodu źródłowego). Może być również bardzo przydatna w edytorach tekstu, gdy predykcja opiera się na liście słów w jednym lub kilku językach. Jest to szczególnie wygodne w przypadku częstego używania wyrazów z terminologii medycznej lub technicznej. Dodatkowo, wiele programów z funkcją autouzupełniania "uczy się" nowych słów, które użytkownik kilkakrotnie wprowadzał, a których program nie posiadał wcześniej w słowniku.

## Geneza
Pierwotnym celem oprogramowania do przewidywania tekstu była pomoc osobom z niepełnosprawnością ruchową, aby zwiększyć ich szybkość pisania, a także pomóc im zmniejszyć liczbę naciskanych klawiszy niezbędnych do napisania słowa lub zdania. Jednak funkcja ta jest również bardzo przydatna każdemu, kto pisze tekst, a zwłaszcza dla osób często używających terminologii medycznej (np. lekarze), czy technicznej (np. inżynierowie).